# Тим Уилсън
Тим Уилсън (на английски: Tim Wilson) е английски писател на произведения в жанра исторически роман, трилър и любовен роман. Пише под псевдонимите Т. Р. Уилсън (T R Wilson), Джъд Морган (Jude Morgan) и Хана Марч (Hannah March).

## Биография и творчество
Тимъти „Тим“ Уилсън е роден на 11 октомври 1962 г. в Питърбъро, Англия. Получава магистърска степен по творческо писане от Университета на Източна Англия при Малкълм Брадбъри и Анджела Картър.
Първият му роман „Master of Morholm“ е издаден през 1987 г.
Преподавал е творческо писане в Градския колеж на Питърбъро и на други места в продължение на 17 години.
Тим Уилсън живее със семейството си в Питърбъро.

## Произведения

### Като Т. Р. Уилсън

#### Самостоятелни романи
- Master of Morholm (1987)
- Roses In December (1988)
- The Ravished Earth (1988)
- Beauty for Ashes (1992)
- The Straw Tower (1993)
- Hester Verney (1993)
- Heartsease (1994)
- John Twopenny (1995)
- The Strawberry Sky (1996)
- A Green Hill Far Away (1997)
- The Poppy Path (1999)

### Като Тим Уилсън

#### Самостоятелни романи
- Purgatory (1993)
- Close to You (1994)
- Freezing Point (1995)
- I Spy... (1996)
- Cruel to Be Kind (1997)
- In A Child's Eye (1998)
- A Singing Grave (1998)

### Като Хана Марч

#### Серия „Робърт Феърфакс“ (Robert Fairfax)
1. The Complaint of the Dove (1999)
2. The Devil's Highway (1998)
3. Death Be My Theme (2000)
4. A Distinction of Blood (2000)
5. A Necessary Evil (2001)

### Като Джъд Морган

#### Самостоятелни романи
- The King's Touch (2002)
- Passion (2004)
- Indiscretion (2005)
- Symphony (2006)
- An Accomplished Woman (2007)
- The Taste of Sorrow (2009)
Вкусът на тъгата, изд.: „Унискорп“, София (2014), прев. Мария Михайлова
- A Little Folly (2010)
- Charlotte and Emily (2010)
- The Secret Life of William Shakespeare (2012)
Тайният живот на Шекспир, изд.: „Унискорп“, София (2016), прев. Мария Михайлова